# Newton University
NEWTON University, a.s. (bis 2021 Newton College) ist eine in Prag und Brünn ansässige private Hochschule, die Ausbildung auf dem Gebiet Unternehmen und Management bietet. Die Schule wurde 2004 von der Gruppe Newton, die sich seit 1994 im Bereich der Unternehmensberatung betätigt, als Aktiengesellschaft gegründet.

## Studium
Die Schule bietet Hochschulstudium im Bachelor- und im daran anknüpfenden Magistergrad, sowohl als Regelstudium wie auch als Fernstudium. Weitere Angebote sind das Manager-Studium, Trainings, Kurse und andere erweiternde Programme und Aufbaulehrgänge. Im Einzelnen sind es:
Bachelor-Fächer und deren Spezialisierungsmöglichkeiten
- Management mit Schwerpunkt Psychologie
  - Psychologie für Manager
  - Psychologie der Medienlandschaft
- Globales Unternehmen und Management 
  - Internationales Unternehmen
  - Medienmanagement
  - HR-Management
  - Reiseverkehr-Management
- Global Business and Management (in englischer Sprache)

Magisterprogramm und dessen Spezialisierungsmöglichkeiten
- Management (in Zusammenarbeit mit der Hochschule für Management in Warschau, einer der größten Managementhochschulen Europas) 
  - Internationales Management
  - HR-Management

Managerprogramm
- MBA

Manager-Trainingsprogramme
- X-tream-Management
- Neurolinguistische Programmierung[4]